# Basilica patriarcale

Stemma di un patriarca latino

Una basilica patriarcale, nella gerarchia cattolica, è una basilica retta da un Patriarca, o che in passato era sede di un patriarcato.

## Le cinque basiliche romane: la pentarchia
Le quattro basilicae maiores e la Basilica di San Lorenzo fuori le mura hanno rappresentato simbolicamente la Pentarchia, cioè l'insieme dei cinque patriarcati della Chiesa unita, come era prima dello scisma d'Oriente.
L'attribuzione è:
- San Giovanni in Laterano - Patriarca d'Occidente, cioè il Papa
- San Pietro in Vaticano - Patriarca di Costantinopoli
- San Paolo fuori le Mura - Patriarca di Alessandria d'Egitto
- Santa Maria Maggiore - Patriarca di Antiochia
- San Lorenzo fuori le mura - Patriarca di Gerusalemme

## Patriarcato d'Occidente
Quando Papa Benedetto XVI ha rinunciato al titolo formale di Patriarca d'Occidente, le basiliche patriarcali, ovvero quelle basiliche di eccezionale rilevanza dotate di un altare papale, sono state rinominate ufficialmente basiliche papali. 
Le basiliche patriarcali erano:
- Basilica di San Pietro in Vaticano, chiamata anche Basilica Vaticana.
- Basilica di San Giovanni in Laterano, Cattedrale di Roma, chiamata anche Arcibasilica Lateranense.
- Basilica di San Paolo fuori le mura, chiamata anche Basilica Ostiense.
- Basilica di Santa Maria Maggiore, chiamata anche Basilica Liberiana.
- Basilica di San Lorenzo fuori le mura, basilica minore che ha un altare papale ma non la porta santa.[3][4][5]
- Basilica di San Francesco, ad Assisi.
- Basilica di Santa Maria degli Angeli, ad Assisi.